# Конрад Гисласон
Конрад Гисласон (исл. Konráð Gíslason; 3 июля 1808 — 26 января 1891, Копенгаген) — исландский лингвист и грамматик, активный участник движения Fjölnir — сообщества исландских интеллектуалов, выступавших за отделение страны от Дании.

## Биография
Конрад Гисласон родился на Скага-фьорде. В раннем детстве под руководством местного пастора обучился основам арифметики, а также латыни и датскому, но формального образования не получил и до 17 лет пас овец на ферме своего отца. В 1825 году отправился на юг страны, работал рыбаком и чернорабочим в Аульфтанесе. Затем устроился подёнщиком при школе учёного Хадльгримюра Сёвинга, который вскоре заметил способности юноши к языкам и взялся обучать его латыни. Конрад оказался одарённым учеником, заинтересовался анализом средневековых исландских текстов и с помощью Сёвинга получил стипендию на обучение в латинской школе в Бессастадире. В 1831 году он завершил своё образование в этом городе и отправился в Данию, чтобы продолжить учёбу в Копенгагенском университете; сначала изучал юриспруденцию, но вскоре отказался от неё в пользу филологии исландского и других северных языков. В 1834 году вместе с несколькими сокурсниками основал журнал Fjölnir.
В 1839 году получил грант за свои исследования в составлении датско-исландского словаря. В 1846 году получил должность преподавателя в латинской школе, которая переехала в Рейкьявик, но отказался от неё в пользу возможности преподавания филологии в Копенгагенском университете. В 1848 году он стал лектором, а с 1853 года был полным профессором исландского языка в Копенгагенском университете. Преподавал до 1886 года.
Помимо статей в специальных журналах, ему принадлежит сочинение по древнеисландской фонетике: Um frumparta Islenzkrar túngu í fornöld (1846). Издал «Датско-исландский словарь» (1851), Tvær sögur af Gísla Súrssyni (1849) и «Hjàlasaga» с комментариями и другие сочинения.